# Onthophagus vaulogeri
Onthophagus vaulogeri es una especie de insecto del género Onthophagus, familia Scarabaeidae, orden Coleoptera.
Fue descrita científicamente por Boucomont en 1923.